# Grazia Pierantoni Mancini

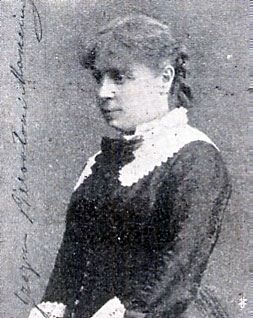
Grazia Pierantoni Mancini

Grazia Pierantoni Mancini (Napoli, 16 maggio 1841 – Roma, 12 maggio 1915) è stata una poetessa e scrittrice italiana.

## Biografia
Fu la prima figlia del patriota Pasquale Stanislao Mancini e della poetessa Laura Beatrice Mancini. Dopo i moti di Napoli del 1848 la famiglia dovette trasferirsi a Torino.
Dopo l'impresa garibaldina del 1860 visse tra Napoli e Torino.
Il 16 gennaio 1868 sposò a Firenze il giurista Augusto Pierantoni, con cui ebbe tre figli.
Nel 1880 la famiglia Pierantoni si trasferì a Roma.
Fu tra le fondatrici della Società per la Coltura della Donna, dell'Istituto per le ragazze disoccupate, per i minorenni condannati, della Società Soccorso e Lavoro.
Fu Ispettrice delle Scuole femminili di Roma. Fondò a proprie spese un Asilo, una Scuola di lavoro femminile ed un Ricreatorio musicale a Centurano.
Fu decorata con la Medaglia d'oro dei benemeriti della Romania da Carlo I di Romania e con la Medaglia d'argento come benemerita dell'istruzione popolare dal Ministro della Pubblica Istruzione.

## Opere
- Teatro per le fanciulle, Napoli 1874
- Teatro per fanciulle, Morano, Napoli 1874
- Poesie, Bologna 1879
- Valentina. Fiori appassiti, Brigola, Milano 1879
- Dora e altre novelle, Brigola, Milano 1880
- Commedie d'infanzia, Ottino, Milano 1880
- Lidia, Ottino, Milano 1880
- Dalla finestra, Leonardo Vallardi, Napoli 1881
- L'ultima recita, Tip. G. Nobile e C., Caserta 1884
- Sul Tevere, Sommaruga, Roma 1884
- Un giornalista, Morano, Napoli 1885
- Costanza, Loescher, Roma 1887
- Nuove poesie, Turi, Caserta 1888
- Marito ed avvocato, Fratelli Pallotta, Napoli 1892
- Donnina, Pierro, Napoli 1892
- Una pagina di storia, Forzani, Roma 1898
- La signora Tilberti, Lapi, Città di Castello 1900
- Novelle umili, Giannotta, Catania 1904
- Matilde di Canossa, Cooperativa poligrafica editrice, Roma 1904
- Impressioni e Ricordi 1856-1864, Cogliati, Milano 1908